# James G. Blaine
James Gillespie Blaine (West Brownsville, 31 de enero de 1830 - Washington D. C., 27 de enero de 1893) fue un político estadounidense, miembro del Partido Republicano.
Representó a Maine en la Cámara de Representantes de los Estados Unidos desde 1863 a 1876, siendo presidente de la misma de 1869 a 1875, y posteriormente en el Senado de los Estados Unidos de 1876 a 1881. Se desempeñó dos veces como Secretario de Estado (en 1881 y en 1889-1892), siendo junto a Daniel Webster las únicas dos personas que ocuparon el cargo bajo tres presidentes. Buscó sin éxito la nominación republicana para presidente en 1876 y 1880, antes de ser nominado en 1884. En las  elecciones generales de ese año, fue derrotado por el demócrata Grover Cleveland.

## Biografía

### Primeros años
Nació en enero de 1830 en Pensilvania, siendo el tercer hijo de Ephraim Lyon Blaine y su esposa Maria (Gillespie) Blaine. Por parte de su padre, era descendiente de colonos escoceses-irlandeses que emigraron por primera vez a Pensilvania en 1745. Su madre y sus antepasados eran católicos irlandeses que emigraron a Pensilvania en la década de 1780. Siguiendo un compromiso común de la época, los Blaine acordaron que sus hijas serían criadas en la fe católica de su madre, mientras que sus hijos serían criados en la religión de su padre.
A los trece años se inscribió en el Washington College (actual Washington & Jefferson College), en las cercanías de Washington (Pensilvania). En 1848, fue contratado como profesor de matemáticas y lenguas antiguas en el Western Military Institute en Georgetown (Kentucky). En 1852, fue contratado para enseñar ciencia y literatura en una escuela de ciegos de Filadelfia, y al año siguiente se convirtió en editor y copropietario del periódico Kennebec Journal de Augusta (Maine). El periódico tuvo éxito financiero, y Blaine pronto pudo invertir sus ganancias en minas de carbón en Pensilvania y Virginia, formando la base de su riqueza personal.

### Carrera política

#### Maine
La compra del diario por parte de Blaine coincidió con la desaparición del partido Whig y el nacimiento del partido Republicano, y Blaine promovió activamente el nuevo partido en su periódico, al tiempo que se fue involucrando en el mismo. En 1856, fue seleccionado como delegado a la primera convención nacional republicana. Desde los primeros días del partido, se identificó con el ala conservadora y apoyó al juez de la Corte Suprema, John McLean, para la nominación presidencial sobre el radical John C. Frémont, el eventual candidato. Al año siguiente, se le ofreció la dirección del Portland Daily Advertiser, que él aceptó, vendiendo su participación en el Kennebec Journal, poco tiempo después.
En 1858, se postuló para un asiento en la Cámara de Representantes de Maine y fue elegido. Se postuló para la reelección en 1859, 1860 y 1861, obteniendo éxito. Debido a su actividad legislativa en 1860 cesó por completo el trabajo editorial en el  Portland Daily Advertiser. Mientras tanto, su poder político estaba creciendo a medida que se convirtió en presidente del comité estatal republicano en 1859. Si bien no era delegado a la convención republicana en 1860, asistió como un partidario de Abraham Lincoln. Al regresar a Maine, fue elegido presidente de la Cámara de Representantes del estado en 1861 y reelegido en 1862. Con el estallido de la guerra civil estadounidense en 1861, apoyó el esfuerzo de guerra de Lincoln y a la vez que la Legislatura de Maine votó a favor de organizar y equipar unidades para unirse al Ejército de la Unión.

#### Cámara de Representantes
En las elecciones de 1862, se presentó para representar al tercer distrito de Maine en la Cámara de Representantes de los Estados Unidos. En una campaña de firme apoyo al esfuerzo de guerra, fue elegido con una amplia mayoría a pesar de las pérdidas republicanas en el resto del país. En la Cámara, enfrentó varias veces con el líder de la facción radical de los republicanos, Thaddeus Stevens, de Pensilvania, en primer lugar por el pago de las deudas de los estados incurridos en apoyo a la guerra, y nuevamente por la política monetaria. También dio apoyo a la disposición de conmutación del proyecto de ley militar aprobada en 1863 y propuso una enmienda constitucional para permitir al gobierno federal imponer impuestos a las exportaciones.
Fue reelegido en 1864 y, cuando el 39.º Congreso se reunió en diciembre de 1865, el tema principal fue la reconstrucción de los Estados Confederados derrotados. El Congreso también desempeñó un papel en la gobernanza del sur conquistado, disolviendo los gobiernos estatales que el presidente Andrew Johnson había instalado y sustituyó a los gobiernos militares bajo el control del Congreso. Votó a favor de estas nuevas medidas, más duras, pero también apoyó cierta indulgencia hacia los ex rebeldes cuando se opuso a un proyecto de ley que habría impedido a los sureños asistir a la Academia Militar de los Estados Unidos. Votó para destituir a Johnson en 1868, aunque inicialmente se había opuesto. Más tarde, se mostró más ambiguo acerca de la validez de los cargos contra Johnson.
Fue elegido presidente de la Cámara de Representantes con el voto unánime de los miembros republicanos al comienzo del 41.º Congreso en marzo de 1869. Los republicanos mantuvieron el control de la Cámara en los 42.º y 43.º Congresos, y Blaine fue reelegido como presidente al comienzo de ambos, ocupando el cargo durante seis años. Aunque apoyó una amnistía general para los antiguos confederados, se opuso a extenderla para incluir a Jefferson Davis, y cooperó con el presidente Ulysses S. Grant para ayudar a aprobar la Ley de Derechos Civiles de 1875, en respuesta al aumento de la violencia y la privación de derechos de los afroestadounidenses en el sur.
Las elecciones a la Cámara de Representantes de 1874 dieron lugar a una mayoría demócrata para el 44.º Congreso, y Blaine dejó de presidir la cámara. A fines de 1875, el presidente Grant pronunció varios discursos sobre la importancia de la separación de la iglesia y el estado y el deber de los estados de proporcionar educación pública gratuita. Blaine vio en esto un problema que distraería a la opinión pública de los escándalos de la administración Grant. En diciembre de 1875, propuso una resolución conjunta que se conoció como la «Enmienda Blaine», que codificaba la separación entre la iglesia y el estado. La enmienda buscaba prohibir el uso de fondos públicos por parte de cualquier escuela religiosa, aunque no promovió el otro objetivo de Grant de exigir a los estados que proporcionen educación pública a todos los niños. El proyecto de ley fue aprobado por la Cámara de Representantes pero fracasó en el Senado.

#### Convenciones republicanas y Senado
Fue nominado a la Convención Nacional Republicana de 1876, como el candidato favorito. En la primera votación, ningún candidato recibió la mayoría requerida de 378 votos, pero Blaine tenía la mayoría, con 285, y ningún otro candidato tenía más de 125. Hubo unos pocos cambios en las siguientes cinco votaciones, y Blaine subió a 308 votos, mientras que su competidor más cercano obtuvo solo 111. En la séptima votación, la situación cambió drásticamente cuando los delegados anti-Blaine comenzaron a unirse alrededor del gobernador de Ohio Rutherford B. Hayes; para cuando terminó la votación, los votos de Blaine habían aumentado a 351, pero Hayes lo superó en 384, obteniendo la mayoría y siendo elegido como el candidato presidencial republicano.
Tras la convención, el gobernador de Maine, Seldon Connor, nombró a Blaine para ocupar un escaño vacante en el Senado. Cuando la Legislatura de Maine volvió a reunirse, confirmaron el nombramiento y lo eligieron para el período completo de seis años que comenzaría el 4 de marzo de 1877. Mientras estuvo en el Senado, se desempeñó en el comité de apropiaciones y ocupó la presidencia del comité de servicio civil y retiro.
Volvió a ser nominado a la Convención Nacional Republicana de 1880. En la primera votación, el expresidente Grant lideró con 304 votos y Blaine quedó en segundo lugar con 284; ningún otro candidato tenía más de 93 votos, y ninguno tenía la mayoría requerida de 379. Con el tiempo, los delegados abandonaron a Blaine, y cambiaron sus votos para el congresista de Ohio James A. Garfield, quien en la trigésimo sexta votación obtuvo 399 votos, suficientes para la victoria.

#### Secretario de Estado (1881)

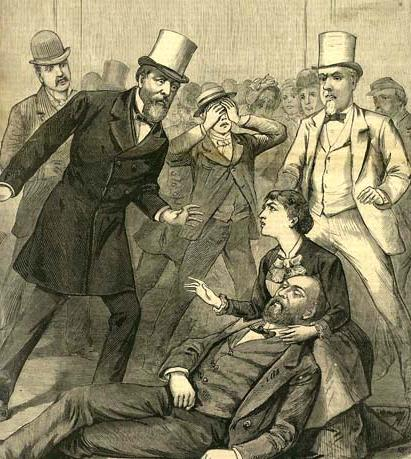
Blaine (izquierda) estuvo presente en el asesinato de Garfield.

Cuando Garfield fue elegido presidente, se dirigió a Blaine para que lo guiara en la selección de su gabinete y le ofreció el cargo de Secretario de Estado. Blaine aceptó, renunciando al Senado el 4 de marzo de 1881. En el cargo, abandonó sus inclinaciones proteccionistas, promoviendo un comercio más libre, especialmente dentro del hemisferio occidental, considerando que el aumento del comercio con América Latina era la mejor manera de evitar que el Reino Unido dominara la región. Convocó a una conferencia panamericana en 1882 para mediar en las disputas entre las naciones latinoamericanas y servir de foro para las conversaciones sobre el aumento del comercio.
Al mismo tiempo, esperaba negociar una paz en la guerra del Pacífico entre Bolivia, Chile y Perú. Se mostró a favor de una resolución que no daría lugar a que Perú perdiera territorio, pero Chile, que en 1881 había ocupado Lima, rechazó cualquier negociación en la que no obtuvieran nada. También buscó expandir la influencia estadounidense en otras áreas, solicitando la renegociación del Tratado Clayton-Bulwer para permitir que Estados Unidos construya un canal a través de Panamá sin la participación de los británicos, así como intentar reducir la participación británica en el Reino de Hawái. Sus planes para la participación de Estados Unidos en el mundo se extendían incluso más allá del hemisferio occidental, mientras buscaba tratados comerciales con la Corea de la Dinastía Joseon y el Reino de Imerina de la isla de Madagascar.
El 2 de julio de 1881, se encontraba con Garfield cuando fue herido por Charles J. Guiteau. La muerte de Garfield significó el final de su dominio del gabinete y de sus iniciativas de política exterior. Con el ascenso de Chester A. Arthur a la presidencia, presentó su renuncia el 19 de octubre de 1881, pero aceptó permanecer en el cargo hasta el 19 de diciembre, cuando fue reemplazado por Frederick T. Frelinghuysen. Arthur y Frelinghuysen deshicieron gran parte del trabajo de Blaine, cancelando el llamado a una conferencia panamericana y deteniendo el esfuerzo por terminar la Guerra del Pacífico, pero continuaron impulsando las reducciones arancelarias, firmando un tratado de reciprocidad con México en 1882.

#### Elecciones presidenciales de 1884

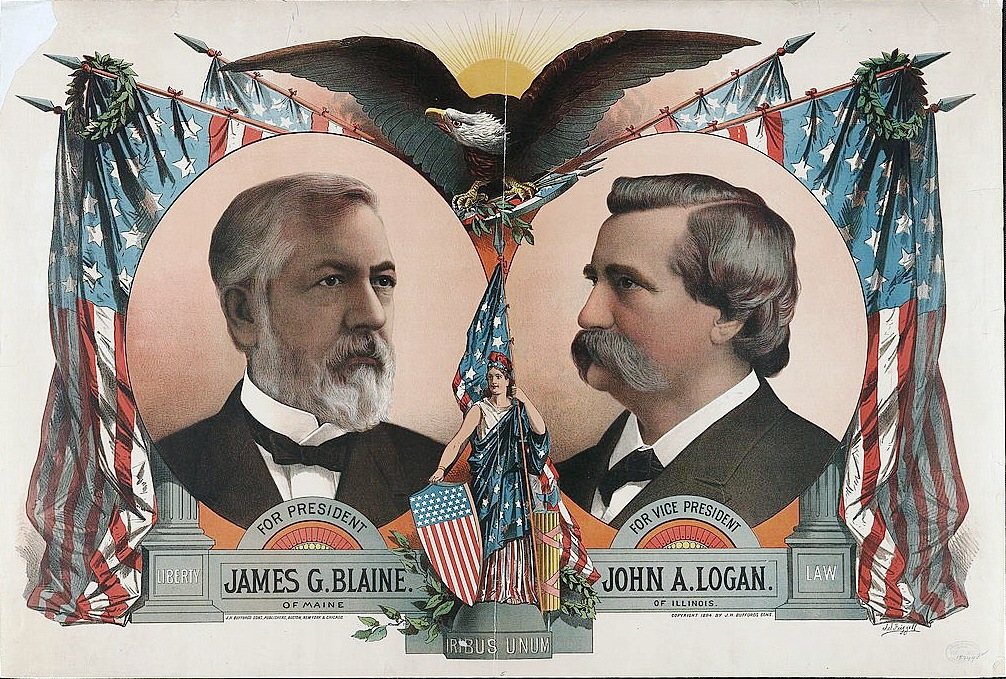
Afiche de la campaña Blaine-Logan.

En los meses previos a la Convención Nacional Republicana de 1884, Blaine fue una vez más considerado como el favorito para la nominación, pero el presidente Arthur estaba contemplando una candidatura para la elección por derecho propio. En la cuarta votación, fue nominado al recibir 541 votos. John A. Logan de Illinois fue nombrado candidato a la vicepresidencia en la primera votación.
Los demócratas celebraron su convención en Chicago el mes siguiente y designaron como candidato al gobernador de Nueva York Grover Cleveland. Los demócratas esperaban que su reputación como reformador y opositor a la corrupción atrajera a los republicanos insatisfechos con Blaine y su reputación. Los republicanos con mentalidad de reforma (llamados Mugwumps) denunciaron a Blaine como corrupto y acudieron a Cleveland.
Ambos candidatos creían que los estados de Nueva York, Nueva Jersey, Indiana y Connecticut determinarían la elección. Cleveland ganó por poco dichos estados, incluyendo a Nueva York por un poco más de mil votos. Los votos electorales dieron a Cleveland una mayoría de 219-182.
Aceptó su estrecha derrota y pasó la mayor parte del año siguiente trabajando en el segundo volumen de su libro Twenty Years of Congress. En el momento de las elecciones legislativas de 1886, dio discursos y promovió candidatos republicanos, especialmente en Maine.

#### Secretario de Estado (1889-1892)

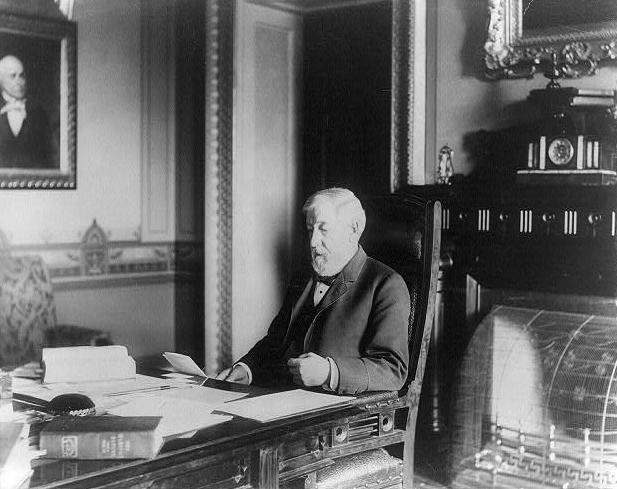
Blaine en su oficina, en 1890.

No fue nominado para la Convención Nacional Republicana de 1888 en Chicago, permaneciendo en Escocia durante su desarrollo. Tras el triunfo presidencial de Benjamin Harrison (candidato republicano), este le ofreció nuevamente el puesto de Secretario de Estado.
El presidente Harrison había desarrollado su política exterior basándose en gran medida en las ideas de Blaine, y al comienzo de su mandato, ambos tenían puntos de vista muy similares sobre el lugar de Estados Unidos en el mundo. Sin embargo, a pesar de su cosmovisión compartida, los dos hombres se volvieron personalmente hostiles a medida que avanzaba el período presidencial. Harrison era consciente de que su secretario de Estado era más popular que él, y mientras admiraba el don de Blaine para la diplomacia, se disgustó con la frecuente ausencia de Blaine en su puesto debido a una enfermedad, y sospechó que Blaine buscaba la nominación presidencial en 1892.
Blaine y Harrison deseaban que el poder y el comercio estadounidenses se expandieran en todo el océano Pacífico y estuvieron especialmente interesados en garantizar los derechos de los puertos de Pearl Harbor (Hawái) y Pago Pago (Samoa). Cuando Blaine asumió el cargo, Estados Unidos, Reino Unido y el Imperio alemán se disputaban sus respectivos derechos en el archipiélago de Samoa. Thomas F. Bayard, el predecesor de Blaine, había aceptado una invitación a una conferencia tripartita en Berlín con el objetivo de resolver la disputa, y Blaine designó a representantes estadounidenses para que asistieran. El resultado fue un tratado que creó un condominio entre las tres potencias, permitiendo a todos acceder al puerto. En Hawái, Blaine trabajó para atar el reino más estrechamente a los Estados Unidos y evitar que se convirtiera en un protectorado británico.
Poco después de asumir el cargo, revivió su vieja idea de una conferencia internacional de naciones del hemisferio occidental. El resultado fue la Primera Conferencia Panamericana, que se reunió en Washington en 1890. Blaine y Harrison tenían grandes esperanzas en la conferencia, incluidas las propuestas para una unión aduanera, una línea ferroviaria panamericana y un proceso de arbitraje para resolver disputas entre las naciones miembros. Su objetivo general era extender el comercio y la influencia política en todo el hemisferio; algunas de las otras naciones entendieron esto y desconfiaron de profundizar los lazos con los Estados Unidos para excluir a las potencias europeas. La conferencia no logró ninguno de los objetivos de Blaine en el corto plazo, pero llevó a una mayor comunicación y lo que finalmente se convertiría en la Organización de los Estados Americanos.

#### Últimos años y fallecimiento
Con problemas familiares (habían fallecido tres de sus hijos) y su salud en declive, decidió retirarse y anunció que renunciaría al gabinete el 4 de junio de 1892. Su salud disminuyó rápidamente en el invierno de 1892-1893, y murió en su casa de Washington el 27 de enero de 1893. Después de un funeral en la Iglesia Presbiteriana de la Alianza, fue sepultado en el cementerio de Oak Hill en Washington D. C. En 1920 sus restos fueron trasladados al Blaine Memorial Park de Augusta (Maine).